# Cecropia angustifolia
Cecropia angustifolia är en nässelväxtart som beskrevs av Trec.. Cecropia angustifolia ingår i släktet Cecropia och familjen nässelväxter. Inga underarter finns listade i Catalogue of Life.

## Bildgalleri

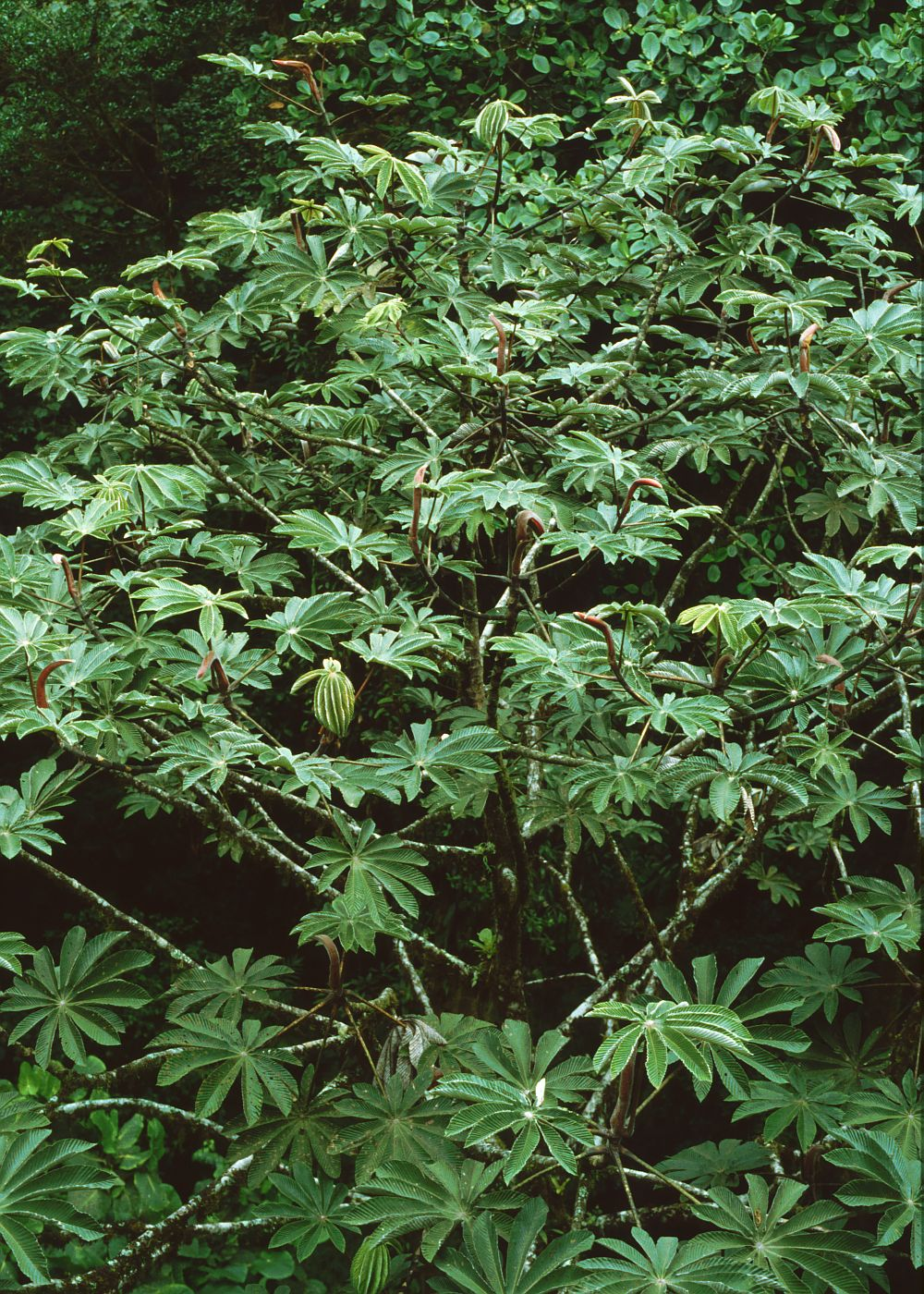
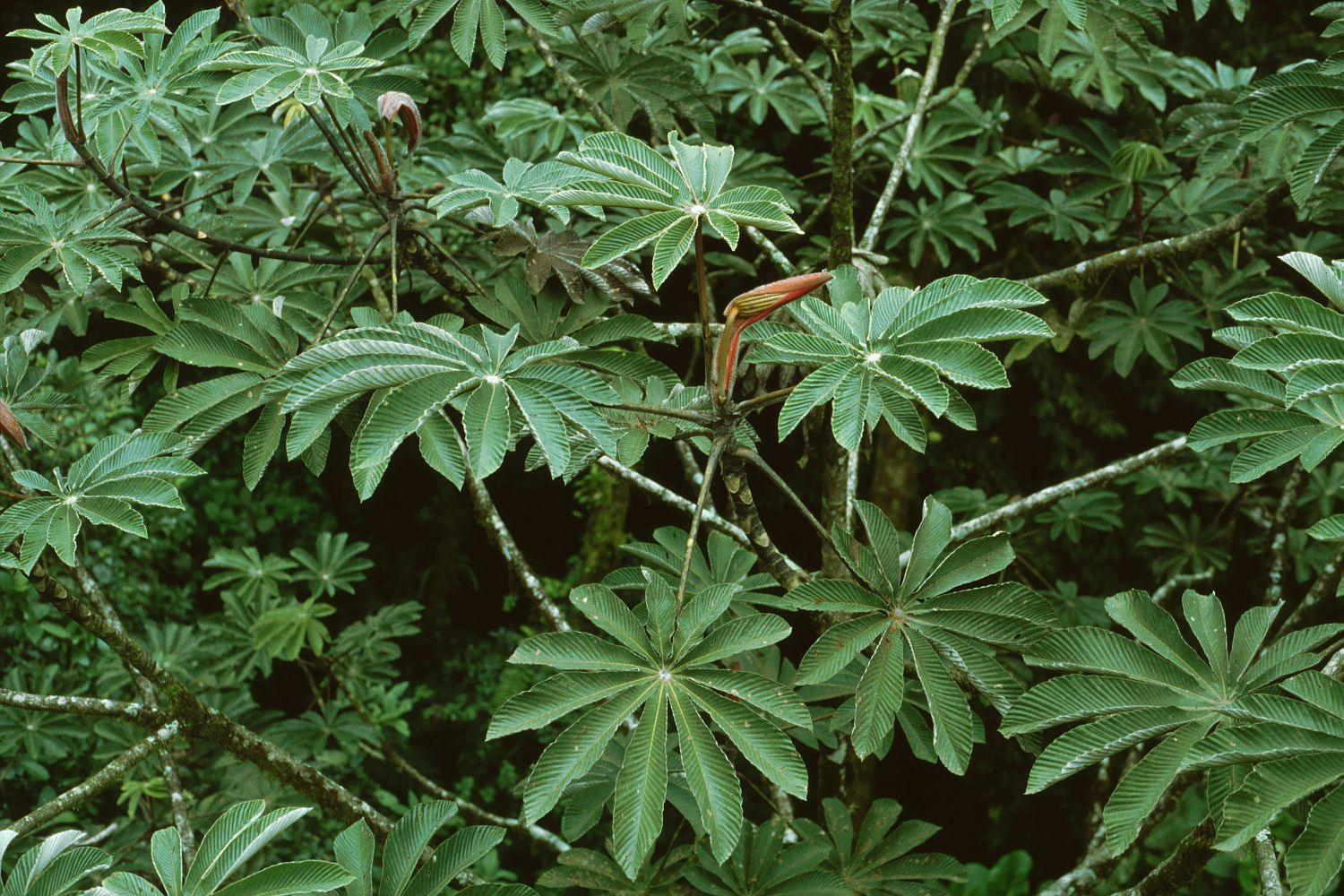